# Међу јавом и мед сном (књига)
Међу јавом и мед сном је књига поезије Лазе Костића (1841-1910), коју је приредио и уредио Милан Степановић, објављена 2007. године у издању Златне гране и Меморије из Сомбора.

## О приређивачу и уреднику
Милан Степановић (1961) српски је завичајни историчар и публициста, издавач и уредник из Сомбора који је, као аутор, објавио или приредио преко тридесет монографија и књига из просветне, културне, црквене и урбане прошлости Сомбора и Војводине.

## О књизи
Књигу Међу јавом и мед сном чине четири целине: Одабране песме Лазе Костића, Похвале песништву Лазе Костићу, есеј Прометеј (Лаза Костић) Милана Кашанина и Сомборске нити Лазе Костића Милана Степановића.
Одабране песме Лазе Костића преузете су из Костићеве књиге Песме у издању Матице српске из 1909. године, и из истоименог Матичиног критичког издања, које је 1989. године приредио Владимир Отовић. Песме су поређане по години њиховог настанка и издања.
У делу под називом Похвале песништву Лазе Костића налалазе се текстови следећих аутора: Милана Будисављевића, Светислава Стефановића, Исидоре Секулић, Тодора Манојловића, Вељка Петровића, Станислава Винавера, Милоша Црњанског, Анице Савић Ребац, Милана Кашанина, Алојза Шмауса, Младена Лесковаца, Зорана Мишића, Бранка Миљковића, Јована Христића, Васе Милинчевића, Божидара Ковачића, Васка Попе, Љубомира Симовића, Миодрага Павловића, Радомира Константиновића, Косте Милутиновића, Владете Вуковића, Миодраг Радовића, Драгише Живковића, Јована Деретића и Петра Милосављевића.
Есеј Милана Кашанина Прометеј (Лаза Костић) објављен је првобитно у Летопису Матице српске, број 396, август-септембар 1965, свеска 2-3 (стр.104-128) са још два есеја под заједничким називом Судбине и људи. Приређивач књиге је у есеју незнатно исправио изворну интерпретацију, Кашанинове називе неких песама или дела Лазе Костића.
Есеј Сомборске нити Лазе Костића аутора Милана Степановића је студија о сомборским годинама знаменитог српског песника Лазе Костића, који је у овом граду живео и радио између 1895. и 1910. године. Студију чине целине: О сомборским нитима Лазе Костића, Старо средиште пречанске српске културе и просвете, Ране нити, Четврт века чекања, Ленка Дунђерски, Женидба Лазе Костића, Први неспоразуми, Грађански живот и Последње године и настанак лабудове песме.
Књига Међу јавом и мед сном је објављена о стопедесетој годишњици песникова књижевног рада. Илустрована је и обогаћена фотографијама и фотокопијама рукописа, докумената, идр. Лазе Костића.